# Satchelliella
Satchelliella és un gènere d'insectes dípters pertanyent a la família dels psicòdids que es troba a l'Àfrica del Nord (les illes Canàries, el Marroc i Algèria) i Euràsia (incloent-hi el Japó, l'Afganistan, el Caucas, l'Iran, Turquia i Europa).

## Taxonomia
- Satchelliella ariegica (Vaillant, 1963)
- Satchelliella arvernica (Vaillant, 1979)
- Satchelliella binunciolata (Satchell, 1955)
- Satchelliella borealis (Berden, 1954)
- Satchelliella bucegiana (Vaillant, 1981)
- Satchelliella bucegica (Vaillant, 1981)
- Satchelliella canariensis (Tonnoir, 1922)
- Satchelliella canescens (Meigen, 1818)
- Satchelliella compta (Eaton, 1893)
- Satchelliella crispi (Freeman, 1953)
- Satchelliella cubitospinosa (Jung, 1953)
- Satchelliella delphiniensis (Georges, 1964)
- Satchelliella dissimilis (Krek, 1972)
- Satchelliella distincta (Krek, 1982)
- Satchelliella extricata (Eaton, 1893)
- Satchelliella fonticola (Szabó, 1960)
- Satchelliella gracilis (Eaton, 1893)
- Satchelliella hellenica (Vaillant, 1979)
- Satchelliella hirticornis (Tonnoir, 1922)
- Satchelliella incurvata (Krek, 1983)
- Satchelliella inflata (Sarà, 1953)
- Satchelliella joosti (Wagner, 1981)
- Satchelliella jungi (Vaillant, 1961)
- Satchelliella kandavanica (Jezek, 1990)
- Satchelliella longistylis (Mirouse, 1960)
- Satchelliella malicky (Vaillant, 1981)
- Satchelliella marinkovici (Krek, 1967)
- Satchelliella mutua (Eaton, 1893)
- Satchelliella narsanica (Vaillant & Joost, 1983)
- Satchelliella nubila (Meigen, 1818)
- Satchelliella omogoensis (Tokunaga & Komyo, 1954)
- Satchelliella opaca (Tonnoir, 1922)
- Satchelliella palustris (Meigen, 1818)
- Satchelliella pilularia (Tonnoir, 1940)
- Satchelliella plumicornis (Tonnoir, 1922)
- Satchelliella propinqua (Satchell, 1955)
- Satchelliella pyrenaica (Vaillant, 1981)
- Satchelliella reghayana (Boumezzough & Vaillant, 1986)
- Satchelliella sandaliae (Salamanna, 1983)
- Satchelliella schachti (Wagner, 1986)
- Satchelliella stammeri (Jung, 1954)
- Satchelliella stylata (Vaillant, 1973)
- Satchelliella sziladyi (Szabó, 1960)
- Satchelliella tarae (Krek, 1985)
- Satchelliella tenerifensis (Satchell, 1955)
- Satchelliella thomasi (Vaillant, 1967)
- Satchelliella tjentistensis (Krek, 1969)
- Satchelliella trivialis (Eaton, 1893)
- Satchelliella ussurica (Wagner, 1994)
- Satchelliella vaillanti (Wagner, 1981)
- Satchelliella vandeli (Mirouse, 1960)[5][6][7][8][9][10][11]